# Микола Ніколаєв
Микола Ніколаєв (англ. Nikolai Nikolaeff, нар. 26 грудня 1981) — австралійський актор українського походження. Найбільш відомий за ролями у телесеріалах «Морський патруль», «Пауер Рейнджерс» у Джунглях Ф'юрі та «Шибайголова».

## Життєпис
Ніколаєв народився в Мельбурні 1981 року в родині українського та російського походження. Він почав грати ролі у віці дванадцяти років, коли записався до Вікторіанського молодіжного театру. Паралельно з цим навчався в гімназії Каулфілд. У шістнадцять років Ніколаєв зіграв головну роль у телесеріалі «Зона катастрофи». Після цього його запрошували до інших дитячих телесеріалів. Микола здобув ступінь мистецтва в університеті Монаша в Колфілді.

## Ролі в кіно
| Рік  | Фільм                  | Роль                           | Примітки  |
| ---- | ---------------------- | ------------------------------ | --------- |
| 2019 | Тоґо                   | Ден Мерфі                      |           |
| 2018 | 22 милі                | Олександр                      |           |
| 2015 | Шибайголова            | Володимир Ранскагов            |           |
| 2009 | Кін                    | Влад                           |           |
| 2007 | День святого Валентина | Джоді                          | показаний |
| 2004 | Стелс                  | Російський винищувач Пілот № 2 |           |
| 2001 | Субтерано              | Тодд                           |           |

## Ролі в телесеріалах
- NCIS: Полювання на вбивць (телесеріал) — Ксав'є Зовотов — У вогні — Сезон 17, Епізод 14 (2020)
- NCIS: Новий Орлеан як Лука Осман — сезон, 5-й, епізод 23 — (2019 — Рівер Стікс, перша частина)
- ''Шість принців" (2018)
- Фарґо — дилер з продажу наркотиків (2017: "Закон про несуперечливість")
- ОА — пан Азаров (2016)
- Шибайголова — Володимир Ранскагов (2015)
- Кемп — Девід «Коул» Коулман, хлопець з обслуговування табору (2013)
- Морський патруль — Лев «2Dads» Косов-Мейєр (2009—2011)
- Тихий океан — Rear Echelon Man (2009)
- Power Rangers Jungle Fury — Домінік / Rhino Ranger (14 серій, 2008)
- Марк кохає Шарон — Роббі Кейн (1 серія, 2008)
- Канальна дорога — Володимир (два епізоди, 2008)
- Кований — Юда (2006)
- Пеніцилін: Чарівна куля — Джеймс
- Скутер: Таємний агент — Ед (1 серія, 2005)
- Зла наука (26 серій, 2005—2006)
- Стінгерс — слуга (1 серія, 2004)
- Blue Heelers — Ейден Уілтшир / Стівен Чернов (2 епізоди, 1999—2004)
- Клуб Сідла — Дрю Реджері (19 епізодів, 2003)
- Субтерано — Тодд (2003)
- Збійна зона — Майк Хансен (26 серій, 1999—2001)
- Сніданок зі свиней — Нік (три епізоди, 2000—2001)
- Євгенія Сандлер П. І. — Богдан (1 серія)
- Round the Twist — Snorrison (два епізоди, 2000)
- High Flyers — Нік (1999)